# Retta Young
Retta Young (South Carolina, 1949) was een Amerikaanse zangeres.

## Carrière
Tijdens de jaren 1960 was ze lid van The Superbs en The Devotions. Midden jaren 1970 was ze bij het All-Platinum-label, waar ook Sylvia & the Moments bij behoorden. 
Ze was getrouwd met Al Goodman, een lid van Ray, Goodman & Brown. Ze werd feitelijk voorgesteld aan haar toekomstige echtgenoot door producent-componist Paul Kyser.
In 1975 werd haar single Sending Out an S.O.S. uitgebracht door All Platinum en bereikte de hitlijst in mei 1975 met een 88e plaats in de r&b-hitlijsten een 28e plaats in het Verenigd Koninkrijk. 
In 1978 werd My Man Is On His Way / Really, Really uitgebracht. Het werd bijgevoegd aan het in 2014 uitgebrachte compilatiealbum Disco: A Fine Selection of Independent Disco, Modern Soul and Boogie 1978-82.
In mei 2017 werd haar album Young And Restless uit 1977 uitgebracht door Expansion Records op lp en cd. De cd-versie bevatte enkele bonusnummers.

## Discografie

### Singles (All Platinum)
- 1975: (Sending Out An) S.O.S. / (Sending Out An) S.O.S. (Instrumentaal)
- 1975: You Beat Me To The Punch / Maybe It's The Best Thing
- 1978: My Man Is On His Way / Really, Really

### Albums
- 1976: Young And Restless (All Platinum, lp)
- 2017: Young And Restless (Expansion, lp)
- 2017: Young And Restless (Expansion, cd)